# Pârâul Țigăncilor
Pârâul Țigăncilor je lijeva pritoka rijeke Siret u Rumunjskoj. Ulijeva se u Siret u mjestu Alexandru Ioan Cuza, u županiji Iași. Duljina mu je 22 km, a površina porječja je 93 km2.